# Однородный многочлен
Одноро́дный многочле́н — многочлен, все одночлены которого имеют одинаковую сумму степеней. Любая алгебраическая форма является однородным многочленом. Квадратичная форма задается однородным многочленом второй степени, бинарная форма — однородным многочленом любой степени от двух переменных.

## Примеры
{\displaystyle x^{2}+y^{2}} — однородный многочлен;
{\displaystyle x^{3}+2xy^{2}} — однородный многочлен;
{\displaystyle x^{4}+qxyz} — однородный многочлен;
{\displaystyle x+yz} — неоднородный многочлен.

## Вариации и обобщения
Однородная функция.
Пусть группа {\displaystyle G} действует на векторах из переменных. Многочлен {\displaystyle P(z)} называется обобщенно-однородным (относительно действия группы), если для любого элемента {\displaystyle g} группы {\displaystyle P(gz)\equiv hP(z)}, где множитель {\displaystyle h} зависит только от {\displaystyle g}. Величина (степень, класс, либо другая характеристика) множителя {\displaystyle h} называется степенью однородности многочлена.
Например, любой однородный многочлен является обобщённо-однородным относительно диагонального действия алгебраического тора:
{\displaystyle g\in \mathbb {C} \setminus \{0\}:g(z_{1},\dots ,\,z_{n})=(gz_{1},\dots ,\,gz_{n}),}
поскольку
{\displaystyle P(gz)=\sum _{|\alpha |=k}c_{\alpha }(gz)^{\alpha }=g^{k}\sum _{|\alpha |=k}c_{\alpha }(z)^{\alpha }=g^{k}P(z).}
В данном случае степень однородности многочлена {\displaystyle k} совпадает с его степенью.